# موريس فيشر (لاعب كرة قاعدة)
موريس فيشر (بالإنجليزية: Maurice Fisher)‏ هو لاعب كرة قاعدة أمريكي، ولد في 16 فبراير 1931 في أونيوندال في الولايات المتحدة.

## وصلات خارجية
- موريس فيشر على موقعبيزبول رفرنس.كوم (الدوري الرئيسي) (الإنجليزية)
- موريس فيشر على موقعبيزبول رفرنس.كوم (الدوري الثانوي) (الإنجليزية)